# Радікондолі
Радікондолі (італ. Radicondoli) — муніципалітет в Італії, у регіоні Тоскана,  провінція Сієна.
Радікондолі розташоване на відстані близько 195 км на північний захід від Рима, 60 км на південь від Флоренції, 25 км на захід від Сієни.
Населення — 923 особи (2014).

## Демографія
Населення за роками:

Станом на 1 січня 2023 року в муніципалітеті офіційно проживало 198 іноземців з 33 країн, серед них 68 громадян країн Євросоюзу та 9 громадян України.

## Сусідні муніципалітети
- Казоле-д'Ельса
- Кастельнуово-ді-Валь-ді-Чечина
- Кьюздіно
- Монтієрі
- Помаранче